# Parbriz

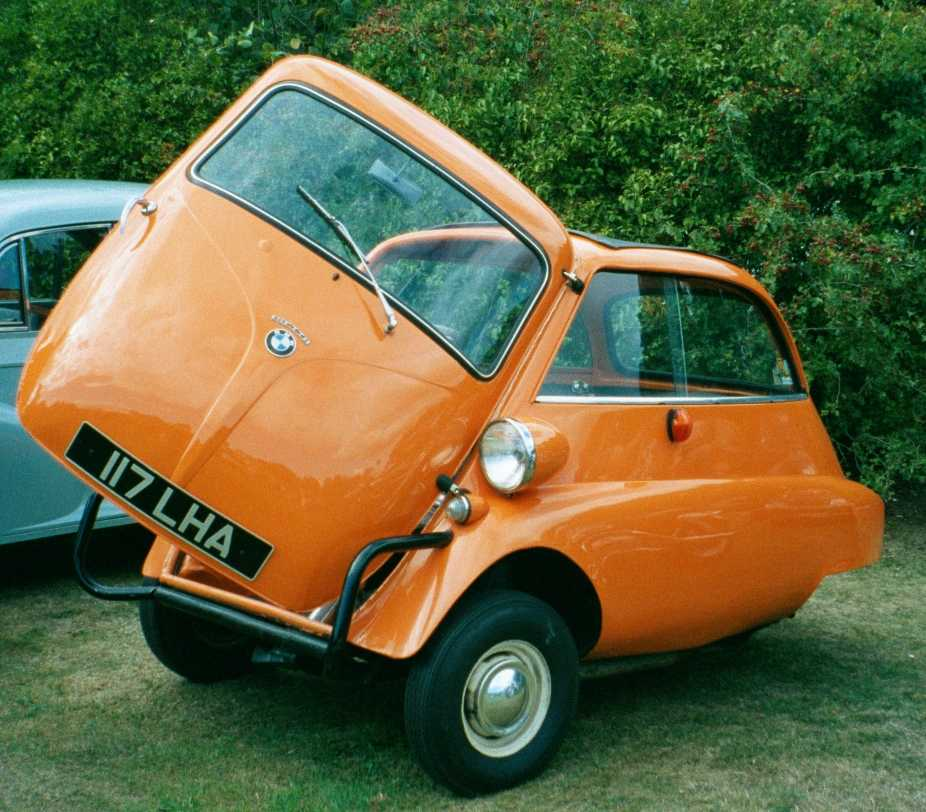
Parbriz la automobilul BMW Isetta montat în ușa acesteia

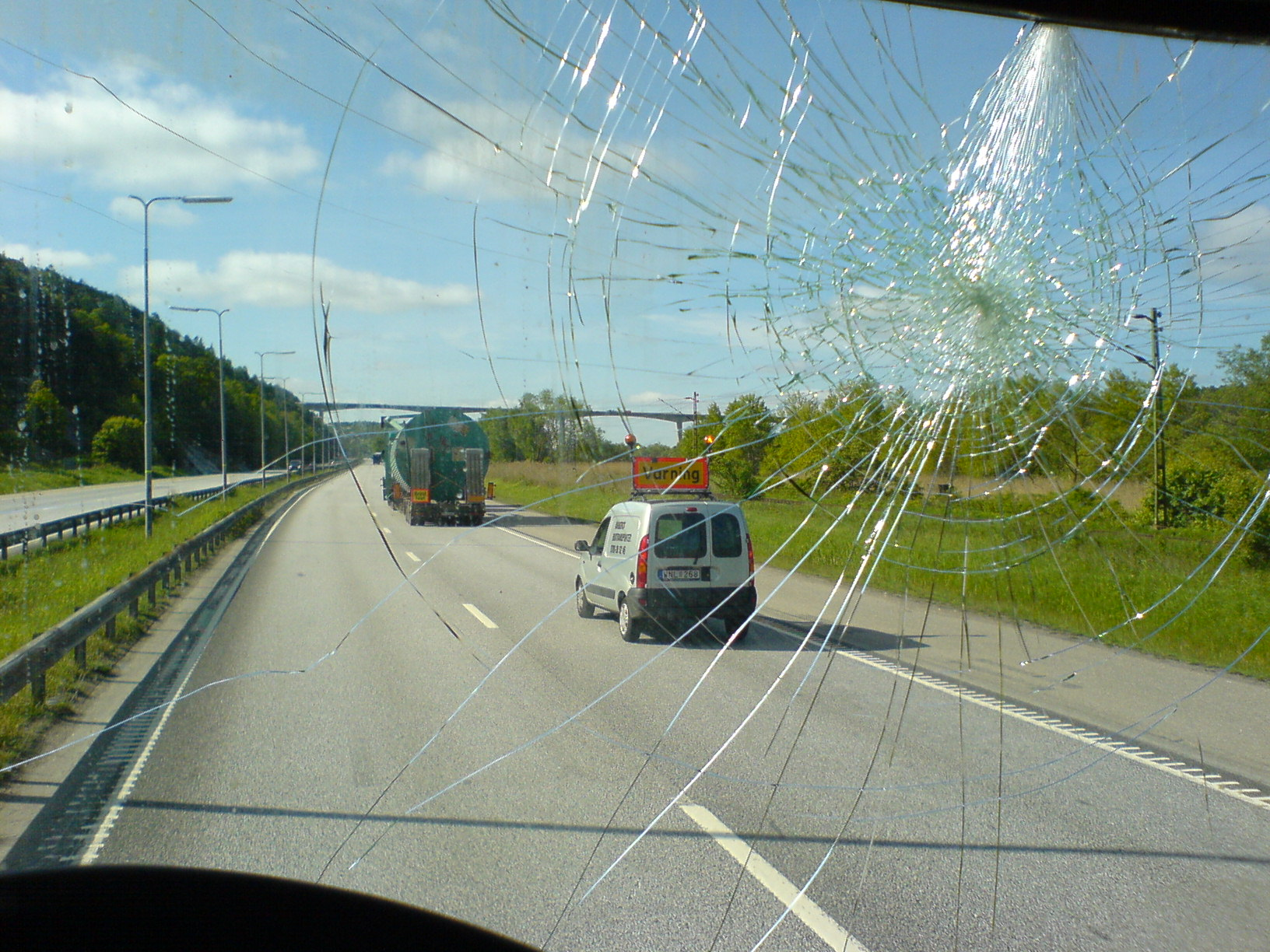
Parbriz din sticlă duplex, spart

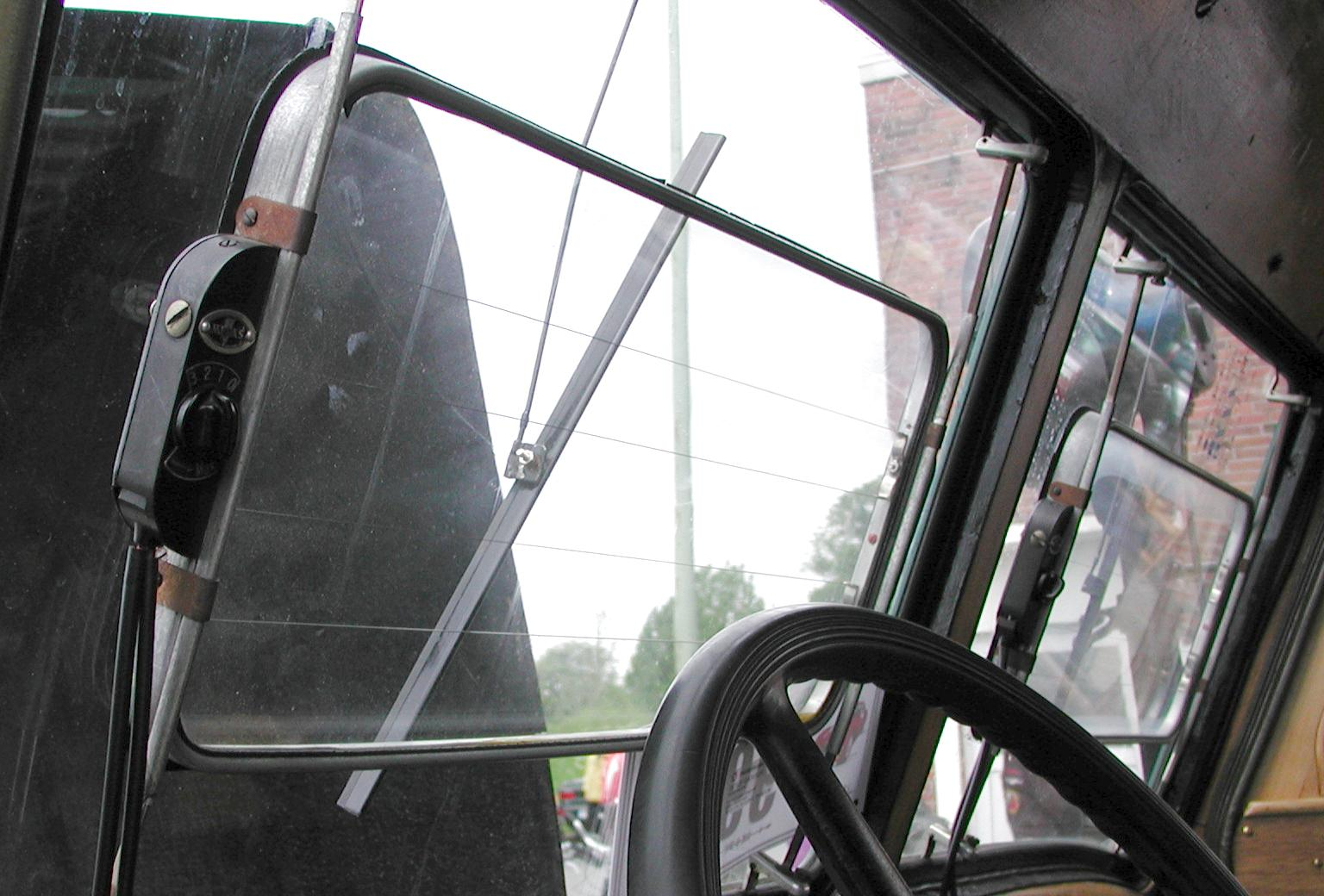
Parbriz cu încălzire la interior, al unui Opel „Blitz LF15”

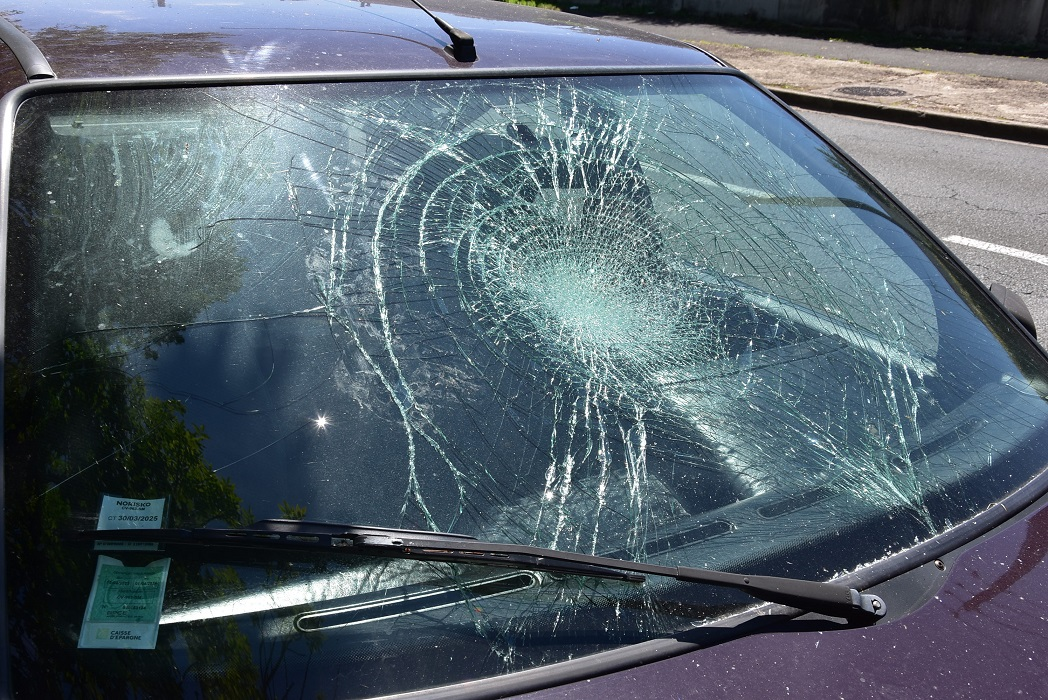
Gata pentru mine !

Parbrizul unei aeronave, mașină, autobuz, motocicletă, camion, tren, tramvai sau orice alt vehicul este geamul din față, care oferă vizibilitate în timp ce protejează ocupanții de vânt și de resturile zburătoare, cum ar fi praful, insectele și pietrele, și oferă o fereastră formată aerodinamic spre față.
Parbrizele timpurii erau fabricate din sticlă obișnuită, dar acest lucru putea duce la răniri grave în cazul unui accident, fragmente din sticla spartă putând răni grav pasagerii. 
Au urmat parbrizele realizate din sticlă securizată (un tip de sticlă tratată termic). 
Sticla securizată, se sparge în multe fragmente în mare parte inofensive, atunci când parbrizul este lovit. Cu toate acestea, aceste parbrize se pot face bucăți și dintr-o simplă lovitură de piatră și ca urmare șoferul și pasagerii rămân făra apărare tot restul drumului, sau se pot răni de la cioburi.
De-și laminarea sticlei "duplex" fusese disponibilă pentru parbrizele din Franța din 1911 și din Marea Britanie din 1912, parbrizul duplex a fost adoptat ca accesoriu de lux, de către unii producători auto americani de vârf începând cu 1913, iar din 1919 până în 1929 Henry Ford a ordonat utilizarea sticlei laminate pe toate vehiculele sale. [2]
Cel mai mare avantaj a parbrizelor duplex (laminate) și totodată o cerință la fabricarea lor, că nu cad dacă sunt sparte, făcându-și datoria de a proteja ocupanții. Acest lucru se datorează modului de fabricație constând în unirea a două foi de sticlă cu un strat de plastic (Polyvinyl butyral sau PVB), prin laminare între ele, sub anumite condiții de căldură și presiune.
Acoperirea UV poate fi aplicată pentru a proteja pasagerii de radiațiile ultraviolete nocive. Cu toate acestea, acest lucru este de obicei inutil, deoarece majoritatea parbrizelor auto sunt fabricate din sticlă laminată. Majoritatea UV-B este absorbită de sticlă, iar orice UV-B rămas împreună cu cea mai mare parte a UV-A este absorbit de stratul de legătură PVB. [1]
Parbrizul dupex este un important element de rigidizare a caroseriei, cu un rol și mai important în securitatea pasagerilor, el având rol de sprijin pentru airbag-ul pasagerului. De asta s-a introdus lipirea acestuia de caroseria mașinii.
Pentru lipirea parbrizului se folosește un adeziv pe bază de poliuretan, care are totodată și rol de etanșare.
Etanșantul uretanic este protejat de razele UV din lumina soarelui printr-o bandă de puncte întunecate numite rastru în jurul marginii parbrizului. [3] 
Marginea întunecată trece la parbrizul mai deschis la culoare prin puncte in degradeu pentru a minimiza stresul termic, datorită expunerii la soare. Aceeași bandă de puncte întunecate este adesea extinsă în jurul oglinzii retrovizoare pentru a acționa ca și parasolar. [4]

Pentru dezaburirea sau dezghețarea parbrizului, de obicei, acesta este încălzit din partea interioară cu aer cald sau cu ajutorul curentului electric. Pentru încălzirea cu curent electric, în stratul de PVB este incastrată o rețea de fire de încălzire (o rezistență din fir de nichelină foarte subțire) care încălzește parbrizul la trecerea curentului electric prin el.  
1. ^Tuchinda, Chanisada; Sabong Srivannaboon; Henry W Lim (2006). "Photoprotection by window glass, automobile glass, and sunglasses". J Am Acad Dermatol. 54: 845–854. doi:10.1016/j.jaad.2006.05.014. PMID 16635665. Retrieved 23 January 2013.
2. ^'Your windshield in Not Just a "Wind-Shield" Any More". National Glas Association. Archived from the original on 2 August 2009
3. ^ Zbinden, Lyn (2014). "Chapter 7 - Ceramic Frit and Shadeband". Glass Engineering: Design Solutions for Automotive Applications. IEEE. doi:10.4271/R-433. ISBN 978-0-7680-8129-9. Retrieved 9 June 2020.
4. ^ Tracy, David. "Here's What Little Dots Are On The Edges Of Your Car Windows". Jalopnik. Gawker Media. Retrived 6 February 2017